# Romuald Lange
Romuald Lange ps. „Klaudiusz” (ur. 31 sierpnia 1912 w Warszawie, zm. 21 kwietnia 1991 w Krakowie) – polski lekarz, podporucznik Armii Krajowej, powstaniec warszawski, radny Dzielnicowej Rady Narodowej Kraków-Krowodrza.

## Udział w konspiracji 1939-1944
Rozpoczął działalność w konspiracji w 1940 jako lekarz Obwodu POZ Warszawa-Śródmieście. W 1942, w stopniu kaprala, został lekarzem batalionu im. W. Łukasińskiego. Zajmował się szkoleniem instruktorek batalionu oraz patrolu sanitarnego; gromadził sprzęt sanitarny, materiały opatrunkowe i leki. W lipcu 1944 otrzymał przydział: Okręg Warszawski Armii Krajowej – I Obwód „Radwan” (Śródmieście) – 4. Rejon – XII zgrupowanie im. Łukasińskiego (batalion „Łukasiński”) jako lekarz batalionu.

## W powstaniu warszawskim
Po wybuchu powstania walczył w zgrupowaniu „Sienkiewicz” grupy „Północ” Armii Krajowej, następnie przydzielono go do odcinka „Kuba”-„Sosna”, gdzie był lekarzem batalionu „Łukasiński”. Był również lekarzem w polowym w Hotelu Royal przy ul. Chmielnej 31.
Zajmował się organizacją punktów sanitarnych w Pałacu Mostowskich przy ul. Przejazd 15, w gmachu Miejskich Szkół Powszechnych przy ul. Barokowej 7 (w latach okupacji niemiecki szpital wojskowy), w Pałacu Pod Czterema Wiatrami przy ul. Długiej 38/40 oraz w dawnym Collegium Nobilium przy ul. Miodowej 24. W ostatnim lokalu zorganizował szpital polowy, gdzie udzielano pomocy żołnierzom AK, OW PPS, PAL, AL oraz ludności cywilnej. 31 sierpnia 1944 przedostał się kanałami do Śródmieścia. Tam kontynuował działał służbę lekarską w punkcie opatrunkowym w Hotelu Royal przy ul. Chmielnej 31.

## Dalsze losy
5 października 1944 został zdemobilizowany i skierowany do pracy w szpitalu PCK przy ul. Brackiej 23. 21 października 1944 został ewakuowany transportem rannych i chorych do Szpitala im. G. Narutowicza w Krakowie.
Był awansowany do stopnia podporucznika czasu wojny, a później kapitana.
16 czerwca 1969 jako radny Dzielnicowej Rady Narodowej, w ramach obchodów ćwierćwiecza PRL odznaczony Krzyżem Kawalerskim Orderu Odrodzenia Polski.
Został pochowany na cmentarzu ewangelicko-augsburskim w Warszawie.